# Cyclobutanetétrone
La cyclobutanetétrone aussi appelée tétroxocyclobutane est un composé organique de formule C4O4 ou (-(C=O)-)4 et consiste en la quadruple cétone du cyclobutane. Ce serait aussi un oxyde de carbone, le tétramère du monoxyde de carbone.
Cependant, ce composé semble être thermodynamiquement instable. En 2000, il n'a pas encore été synthétisé en quantité significative, mais a une existence transitoire, détectée par spectrométrie de masse.

## Composés apparentés
La cyclobutanetétrone peut être vue comme l'équivalent neutre de l'anion squarate, C4O42− qui est stable et est connu depuis au moins 1959.
Le composé octahydroxycyclobutane ou cyclobutane-1,1,2,2,3,3,4,4-octol, (-C(OH)2-)4 peut être mentionné dans la littérature comme "hydrate de tétraoxocyclobutane".